# Larry Cummins
Pour les articles homonymes, voir Cummins (homonymie).
Larry Cummins (né le 12 janvier 1889 à Kinsale et mort le 16 mars 1954 à Cheltenham) est un athlète britannique spécialiste du fond. Il était affilié au Polytechnic Harriers.

## Biographie

### Palmarès
| Date | Compétition           | Lieu   | Résultat | Épreuve          | Performance |
| ---- | --------------------- | ------ | -------- | ---------------- | ----------- |
| 1920 | Jeux olympiques d'été | Anvers | 26e      | Cross individuel |             |
| 1920 | Jeux olympiques d'été | Anvers | 2e       | Cross par équipe | 21 pts      |